# Constantin Ier (prince de Moukhran)
Pour les articles homonymes, voir Constantin Ier.
Constantin Ier est un prince de Moukhran de la seconde moitié du XVIIe siècle. Il règne de 1659 à 1667.

## Biographie
Constantin Mukhran-Batoni est né vers 1618. Il est le fils du prince Bagrat II de Moukhran et de son épouse, la princesse Anna Sidamoni. En 1648, son frère aîné Vakhtang devient prince de Moukhran mais il est adopté quelque temps plus tard par le roi de Karthli Rostom Ier. Il lui succède sous le nom de Vakhtang V en 1658 et abdique un an plus tard du Moukhran, qu'il lègue à son frère, Constantin. Celui-ci devient vassal du royaume de Karthli mais se retrouve toujours au-devant de la noblesse géorgienne, juste derrière le roi et ses ministres. Son règne est très prospère et est considéré comme l'apogée du Moukhran. Il n'accepte jamais de se convertir à l'islam comme son frère Vakhtang et meurt en 1667. Il est enterré dans la ville de Mtskheta.

## Famille
Constantin Ier a épousé la princesse Darejan Abachidzé, fille du prince Ghunna Abachidzé. Il a eu d'elle huit fils et deux filles :
- Téïmouraz II de Moukhran ;
- David Moukhran-Batoni, mort en 1728 (postérité) ;
- Achotan II de Moukhran ;
- Papuna de Moukhran ;
- Irakli de Moukhran ;
- Kaïkhosro Moukhran-Batoni ;
- Jessé Moukhran-Batoni ;
- Christophore Moukhran-Batoni ;
- Tita, reine d'Iméréthie ;
- Thamar, morte en 1683, épouse en 1660 (div.) et 1678 (div.) Léon III Dadiani prince de Mingrélie, puis en 1663 (div.) et 1679 de  Bagrat V d'Iméréthie, puis enfin en 1681 de Georges IV Gouriéli prince de Gourie.